# Někde ve městě
Někde ve městě (anglicky Somewhere in the City) je americké filmové drama/komedie z roku 1998. Film zachycuje život lidí na Lower East Side v New Yorku. Režisérem filmu je Ramin Niami, který je rovněž jeho scenáristou a producentem. Autorem hudby k filmu je John Cale, ale byly zde použity i skladby jiných interpretů, jako jsou Yoko Ono nebo Arto Lindsay. Soundtrack k filmu vyšel na CD Somewhere in the City.